# ماريو بارت
ماريو بارت (بالألمانية: Mario Barth)‏ هو ممثل ألماني، ولد في 1 نوفمبر 1972 في ألمانيا.

## وصلات خارجية
- ماريو بارت على موقع IMDb (الإنجليزية)
- ماريو بارت على موقع روتن توميتوز (الإنجليزية)
- ماريو بارت على موقع مونزينجر (الألمانية)
- ماريو بارت على موقع ألو سيني (الفرنسية)
- ماريو بارت على موقع ميوزك برينز (الإنجليزية)
- ماريو بارت على موقع أول موفي (الإنجليزية)
- ماريو بارت على موقع ديسكوغز (الإنجليزية)
- ماريو بارت على موقع قاعدة بيانات الفيلم (الإنجليزية)
- ماريو بارت على موقع كينوبويسك (الروسية)